# Crida LGBTI
La Crida LGBTI és una organització per l'alliberament sexual i de gènere, d'ideologia socialista i feminista. Té com a objectius posar sobre la taula debats estratègics del moviment d'alliberament sexual en el marc dels Països Catalans, aconseguir més visibilitat i apoderament de gais, lesbianes, bisexuals, transsexuals i intersexuals i incloure la perspectiva LGBTI dins de moviments socials com ara l'antiracisme, l'activisme juvenil i el moviment sobiranista. Forma part de l'Esquerra Independentista

## Lluita contra l'LGBTI-fòbia
L'organització impulsa mobilitzacions per protestar contra casos de violència LGBTI-fòbica i per exigir més recursos a les administracions públiques. Entre d'altres, va promoure la protesta contra la conferència de l'organització ultracatòlica d'extrema dreta Hazte Oír a Barcelona, ha denunciat el periodista Arcadi Espada i el diari El Mundo davant la Fiscalia de Delictes d'Odi i Discriminació i ha promogut manifestacions a diversos punts de Catalunya, com Lleida, Tarragona, Reus, Badalona i Barcelona per denunciar agressions i exigir al Govern de la Generalitat de Catalunya l'aplicació de la Llei 11/2014 de drets de les persones LGBTI.
Part de les seves accions s'han adreçat a partits polítics catalans. El 28 de juny de 2019 van ocupar la seu nacional d'ERC per exigir al Conseller Chakir el Homrani el desplegament de la llei de drets del col·lectiu LGBTI i hi van penjar cartells i pancartes. Amb posterioritat han criticat també el PSC, a qui han acusat de festejar amb discursos d'odi i transmisogínia, i a l'alcaldessa de Barcelona Ada Colau, a qui van retreure no assistir a la manifestació de l'Orgull. La Crida LGBTI també ha exigit al Govern espanyol l'aprovació de la Llei Trans i ha ocupat la Direcció General d'Igualtat de la Generalitat de Catalunya per exigir el cessament de la cap de l'àrea LGBTI, Maria Lluïsa Jiménez i Gusi.

## Crítica al capitalisme rosa
Crida LGBTI es posiciona en contra del capitalisme rosa i s'ha desmarcat reiteradament del Pride Barcelona, a qui acusen de mercantilitzar la lluita. Consideren que les empreses privades s'apropien de la diada de l'Orgull, l'utilitzen per fer negoci i es desentenen de les demandes del moviment. Amb motiu del 28 de juny de 2018, juntament amb la CUP, va acusar el Pride Barcelona d'hipocresia i de comportaments ètics dubtosos. Les dues organitzacions van fer una crida a boicotejar l'esdeveniment, que qualificaven de pinkwashing a les empreses vinculades a l'especulació i a la deportació d'immigrants, com Airbnb, B The Travel Brand i Merlin Properties.
La Crida LGBTI també vincula el partit polític Ciudadanos al capitalisme rosa i el pinkwashing i l'acusa d'atemptar contra els drets del col·lectiu LGBTI. Fruit d'això, va expulsar l'autobús del partit de la manifestació del 28 de juny de 2019 i, el 13 d'octubre de 2020, un activista de la Crida LGBTI va ser cridat a judici acusat de danys i coaccions pel partit polític. La defensa de l'activista va assegurar que Ciudadanos tenia voluntat de provocar, en ser de signe polític i ideològic contrari al de la manifestació, i va acusar el Departament d'Interior de la Generalitat de Catalunya de cometre una negligència greu durant la mateixa.

## Vinculació al moviment sobiranista
El col·lectiu es posiciona a favor de la independència dels Països Catalans i va demanar el vot pel Sí al referèndum d'autodeterminació de l'1 d'Octubre de 2017. L'octubre de 2019, va impulsar un manifest internacional de rebuig a la sentència del judici del procés, a la repressió polícial de les manifestacions i en defensa del dret a l'autodeterminació del poble català. El van signar més de trenta entitats LGBTI de Galícia, el País Basc, Castella, Estats Units, Portugal, Holanda, Eslovènia, Suècia, Itàlia i Irlanda.

## Manifestació de l'Alliberament LGBTI

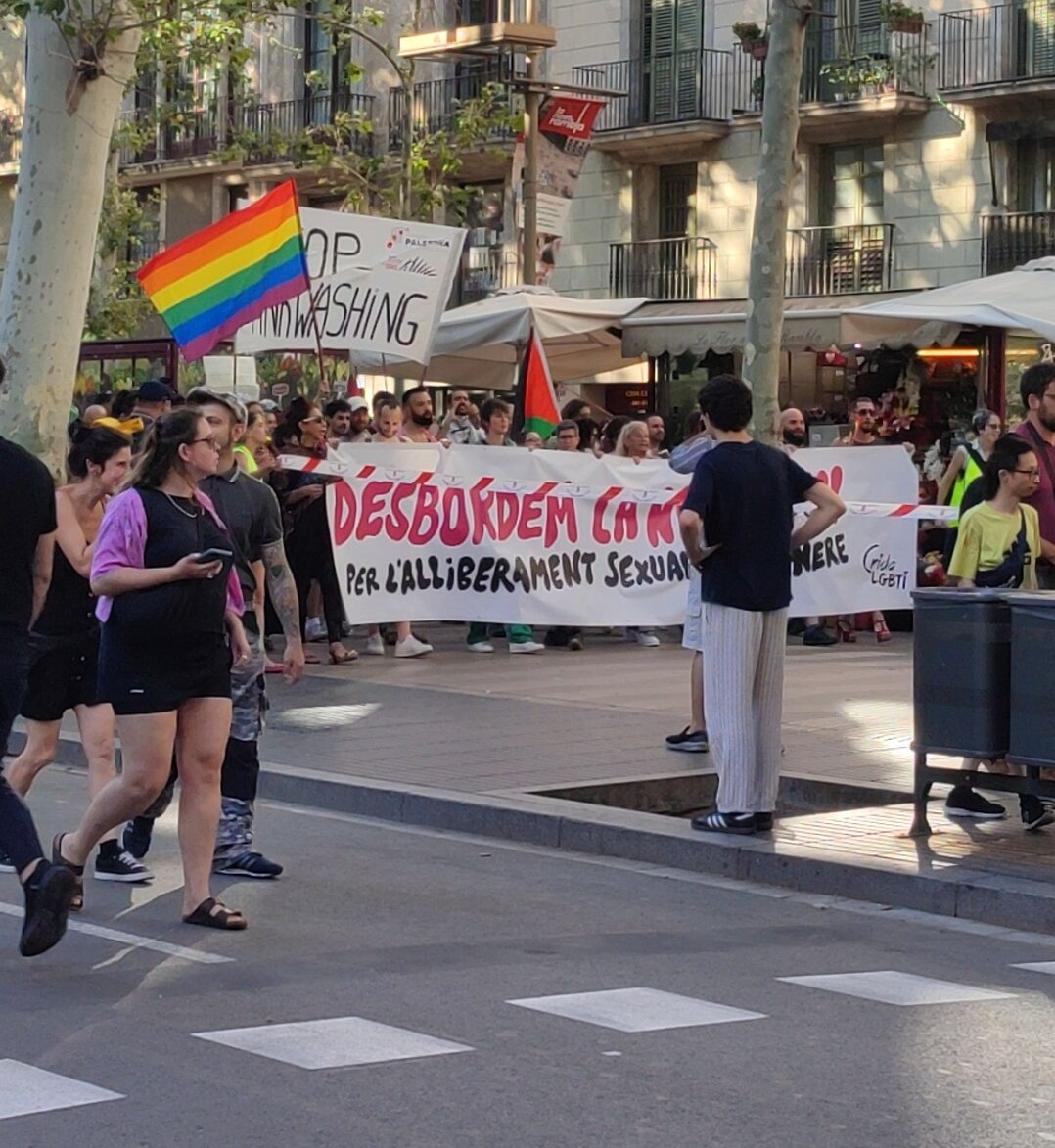
Capçalera de la Crida LGBTI a la manifestació del Dia de l'Orgull LGBT del 2024 a la Rambla de Catalunya.

El 27 de juny de 2020 la Crida LGBTI va organitzar la 44a manifestació de l'Alliberament LGBTI a Barcelona amb el suport de més de 50 entitats i l'assistència de 800 persones (segons la Guàrdia Urbana) i 2.500 (segons els convocants). Aquesta manifestació, de signe contraposat al Pride Barcelona, era convocada fins llavors per la Comissió Unitària 28 de Juny, i va seguir el recorregut tradicional de Plaça Universitat a Plaça Sant Jaume.
La manifestació va comptar amb sis blocs de col·lectius socials com la Plataforma d'Afectats per la Hipoteca, el Sindicat de Llogateres, Unitat contra el feixisme i el racisme, Ecologistes en Acció, Las Kellys o Black Lives Matter. Els convocants de la marxa van denunciar els perjudicis que causa el capitalisme neoliberal en la societat i van defensar l'aplicació de polítiques socials valentes centrades en l'habitatge, la feina, els serveis públics, la renda bàsica, l'ecologisme, l'antiracisme i l'autodeterminació.